# 12e corps d'armée (France)
Pour les articles homonymes, voir 12e corps d'armée.
Le 12e corps d'armée est un corps d'armée de l'armée de terre française. Il rassemblait les unités de la 12e région militaire qui comprenait les départements de la Haute-Vienne, de la Corrèze, de la Creuse, de la Dordogne et de la Charente. Son quartier général était situé à Limoges.

## Création et différentes dénominations
12e corps d'armée
- 8 avril 1916 : renommé groupement Descoings
- 12 mai 1916 : renommé groupement Nollet
- 22 juin 1916 : renommé 12e corps d'armée

## Les chefs du12ecorpsd'armée
- 17 août 1870 : Général de division Lebrun
- 28 septembre 1873 - 11 février 1879 : Général de Lartigue
- 11 février 1879 : Général Schmitz
- 19 février 1882 : Général de Galliffet
- 21 février 1885 : Général Hanrion (n'a pas pris son poste)
- 21 février 1885 : Général Japy
- 7 février 1888 - 3 décembre 1892 : Général de Launay
- 29 décembre 1892 : Général O'Neill
- 26 août 1893 : Général de Saint-Mars
- 29 décembre 1896 : Général Gueytat
- 12 avril 1899 - 12 août 1901 : Général de Brye
- 3 septembre 1901 : Général Pédoya
- 18 septembre 1901 - 18 septembre 1904 : Général Decharme
- 3 octobre 1904 : Général Trémeau
- 24 février 1905 : général Tournier
- 30 juin 1906 - 1er décembre 1908 : Général Altmayer
- 10 décembre 1908 : général Pélecier
- 18 août 1913 : général Roques
- 5 janvier 1915 : général Descoings
- 12 mai 1916 : général Nollet
- 25 octobre 1916 : général Nourrisson
- 29 mars 1918 - 15 mai 1919 : général Graziani[1]
- 1er juin 1919 : général Lebouc
- 21 juin 1919 - 8 octobre 1919 : général Mangin
- 18 avril 1919 - 28 octobre 1919 : général Niessel
- 9 février 1921 - 25 décembre 1926 : général Massenet
- 2 septembre 1939 : général Montagne
- 15 novembre 1939 : général Dentz
- 1939 - 1940 : général Noël
- 5 juin 1940 - 25 juin 1940 : général Champon, fait prisonnier à cette date

## Second Empire
- Guerre de 1870

Bataille de Beaumont
Bataille de Sedan

## De 1870 à 1914
Garnison : Limoges. Comprend les départements de la Haute-Vienne, de la Corrèze, de la Creuse, de la  Dordogne et de la Charente.

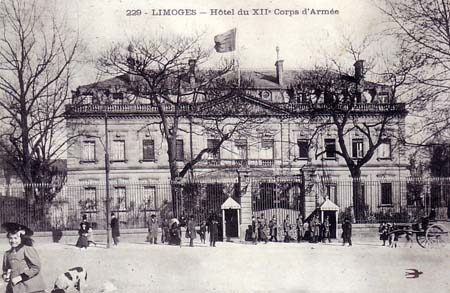
Quartier général du d'armée (Limoges)

Composition:
- 23e division d'Infanterie
- 24e division d'Infanterie
- 12e brigade de cavalerie
- 12e brigade d'artillerie

## Première Guerre mondiale

### Composition

#### mobilisation de 1914
Le 12e corps d'armée regroupe les unités de la 12e région militaire. Il mobilise 309 091 hommes en 1914. Sur cet effectif, on comptera à la fin de la guerre : 59 817 tués (soit un pourcentage de perte de 19,55) et 19 691 prisonniers.
En application du plan XVII, le 12e corps fait partie, au début de la Première Guerre mondiale, de la IVe Armée du général Fernand de Langle de Cary.
Le 12e corps est commandé par le général Roques.
État-major :
- chef d'état-major : lieutenant-colonel Méric
- sous-chef d'état-major : lieutenant-colonel Bernard

| Corps | Division                                 | Brigade                                                       | Unités                                                              |
| ----- | ---------------------------------------- | ------------------------------------------------------------- | ------------------------------------------------------------------- |
| XII   | 23e division d'infanterie                | 45e brigade d'infanterie                                      | 63e régiment d'infanterie (Limoges, Saint-Yrieix)                   |
| XII   | 23e division d'infanterie                | 45e brigade d'infanterie                                      | 78e régiment d'infanterie (Limoges, Guéret)                         |
| XII   | 23e division d'infanterie                | 46e brigade d'infanterie                                      | 107e régiment d'infanterie (Angoulême)                              |
| XII   | 23e division d'infanterie                | 46e brigade d'infanterie                                      | 138e régiment d'infanterie (Magnac-Laval, Bellac)                   |
| XII   | 23e division d'infanterie                | Cavalerie                                                     | 21e régiment de chasseurs à cheval (1 escadron) (Limoges)           |
| XII   | 23e division d'infanterie                | Artillerie                                                    | 21e régiment d'artillerie de campagne (3 groupes de 75) (Angoulême) |
| XII   | 23e division d'infanterie                | Génie                                                         | 6e régiment du génie (compagnie 12/1) (Angers)                      |
| XII   | 24e division d'infanterie                | 47e brigade d'infanterie                                      | 50e régiment d'infanterie (Périgueux)                               |
| XII   | 24e division d'infanterie                | 47e brigade d'infanterie                                      | 108e régiment d'infanterie (Bergerac)                               |
| XII   | 24e division d'infanterie                | 48e brigade d'infanterie                                      | 100e régiment d'infanterie (Tulle)                                  |
| XII   | 24e division d'infanterie                | 48e brigade d'infanterie                                      | 126e régiment d'infanterie (Brive)                                  |
| XII   | 24e division d'infanterie                | Cavalerie                                                     | 21e régiment de chasseurs à cheval (1 escadron) (Limoges)           |
| XII   | 24e division d'infanterie                | Artillerie                                                    | 34e régiment d'artillerie de campagne (3 groupes de 75) (Périgueux) |
| XII   | 24e division d'infanterie                | Génie                                                         | 6e régiment du génie (compagnie 12/2) (Angers)                      |
| XII   | éléments non endivisionnés et organiques | Infanterie                                                    | 300e régiment d'infanterie (Tulle)                                  |
| XII   | éléments non endivisionnés et organiques | Infanterie                                                    | 326e régiment d'infanterie (Brive)                                  |
| XII   | éléments non endivisionnés et organiques | Cavalerie                                                     | 21e régiment de chasseurs à cheval (4 escadrons) (Limoges)          |
| XII   | éléments non endivisionnés et organiques | Artillerie                                                    | 52e régiment d'artillerie de campagne (4 groupes de 75) (Angoulême) |
| XII   | éléments non endivisionnés et organiques | Génie                                                         | 6e régiment du génie (compagnies 12/3,12/4,12/16,12/21) (Angers)    |
| XII   | éléments non endivisionnés et organiques | 12e escadron du train des équipages militaires                |                                                                     |
| XII   | éléments non endivisionnés et organiques | 12e section de secrétaires d'état-major et du recrutement     |                                                                     |
| XII   | éléments non endivisionnés et organiques | 12e section d'infirmiers militaires                           |                                                                     |
| XII   | éléments non endivisionnés et organiques | 12e section de commis et ouvriers militaires d'administration |                                                                     |

### Historique

#### 1914
- 5 - 11 août : transport par V.F. dans la région Sainte-Menehould, Givry-en-Argonne.
- 11 - 23 août : mouvement par Varennes et Stenay en direction de Neufchâteau.

21 août : combat vers Pin et Izel.
22 août : engagé dans la bataille des Ardennes, combat vers Menugoutte et Névraumont.
- 23 août - 6 septembre : repli, par Florenville vers la région de Mouzon.

24 août : combat vers Les Deux-Villes.
26 août : repli derrière la Meuse, dans la région Beaumont, Mouzon.
27 - 28 août : combat devant Mouzon et vers Beaumont, Fabla et La Besace (bataille de la Meuse). À partir du 29 août, repli vers la région nord-est de Vouziers, puis le 31 août offensive vers la région Le Chesne, Semuy (combat vers Voncq).
1er septembre : continuation du repli par SommePy, jusque dans la région sud de Vitry-le-François (éléments transportés par V.F. de Vitry-le-François et de Loisy-sur-Marne, dans la région nord-ouest de Brienne-le-Château).
- 6 - 13 septembre : engagé dans la bataille de la Marne.

6 - 11 septembre : bataille de Vitry, combats vers Courdemanges et Châtelraould-Saint-Louvent. À partir du 11 septembre, poursuite, par Bussy-le-Repos et Auve jusque dans la région Minaucourt, Laval.
- 13 - 18 septembre : stationnement dans la région Somme-Tourbe, Suippes ; puis, le 17 septembre, mouvement vers la ferme Jonchery.
- 18 septembre 1914 - 25 mars 1915 : engagé dans la région ouest de Souain et vers Auberive-sur-Suippe.

19, 20, 21, 24 et 30 septembre : violentes attaques françaises.
27 septembre : extension du front à gauche jusqu'au nord de Baconnes. Stabilisation et occupation d'un secteur dans cette région.
1er octobre : extension du front à droite jusqu'au bois Sabot.
12 octobre : attaques françaises vers le moulin de Souain et au nord-est de Saint-Hilaire-le-Grand.
20 octobre : extension du secteur à gauche jusque vers la ferme des Marquises.
30, 31 octobre et 25 novembre : nouvelles attaques françaises vers le moulin de Souain et au nord-est de Saint-Hilaire-le-Grand.
À partir du 21 décembre engagé dans la 1re bataille de Champagne.
21 décembre : violente attaque française vers le moulin de Souain et au nord-est de Saint-Hilaire-le-Grand.
28 décembre : réduction du secteur à droite jusque vers la ferme des Wacques.

#### 1915
- 25 mars - 2 avril : retrait du front et repos dans la région sud-est de Châlons-sur-Marne ; puis transport par V.F. dans la région de Domèvre-en-Haye.
- 2 avril - 10 juin : mouvement vers le front. Engagé à partir du 3 avril dans la 1re bataille de la Woëvre. Attaques françaises vers Remenauville, Regniéville-en-Haye et Fey-en-Haye. Occupation d'un secteur vers Fey-en-Haye et Regniéville-en-Haye.

10 mai : front étendu à gauche jusque vers le bois de Mort Mare.
- 10 juin - 21 juillet : retrait du front repos dans la région de Toul. À partir du 15 juin, transport par V.F. vers Amiens, repos dans la région de Villers-Bocage.

19 juillet : transport par camions dans la région de Sus-Saint-Léger.
- 21 juillet 1915 - 14 mars 1916 : mouvement vers le front et à partir du 26 juillet, occupation d'un secteur entre le nord de Roclincourt et la lisière sud de Neuville-Saint-Vaast (guerre de mines).

25 septembre : engagé dans la 3e bataille de l'Artois. Attaques françaises vers Écurie, le Labyrinthe, Thélus et Neuville-Saint-Vaast.
30 septembre : front étendu à droite jusque vers la Scarpe. Occupation et organisation du terrain conquis.
8 octobre : extension du front à gauche jusque vers la ferme de la Folie et réduction à droite jusqu'au nord de Roclincourt.
11 octobre : attaques françaises vers Thélus et la ferme de la Folie.
30, 31 octobre : attaque allemande et contre-attaque française vers Neuville-Saint-Vaast.
23 décembre : réduction du front à gauche jusqu'au chemin Neuville-Saint-Vaast ferme de la Folie.

#### 1916
- 14 - 30 mars : retrait du front (relevé par l'armée britannique) et transport par V.F. dans la région de Montdidier ; repos.
- 30 mars - 22 juin : transport par V.F. dans la région Ligny-en-Barrois. Engagé à partir du 8 avril dans la bataille de Verdun dans la région Douaumont, cote du Poivre, Charny-sur-Meuse, Marre.

9 avril : attaque allemande sur la cote du Poivre. Combat au ravin de la Dame et aux carrières d'Haudromont.
17 avril : attaque allemande de la Meuse à Vaux-devant-Damloup.
21 mai : attaque française sur les carrières d'Haudromont.
25 mai : attaque allemande sur les carrières d'Haudromont et la ferme de Thiaumont.
1er, 8, 12 et 15 juin : attaques allemandes dans la région de l'ouvrage de Thiaumont.
17 juin : contre-attaques françaises.
19 - 22 juin : combat au bois Nawé et à l'ouvrage de Thiaumont.
- 22 juin - 9 juillet : retrait du front dans la région de Saint-Dizier. À partir du 28 juin, transport par V.F. dans la région d'Épernay ; repos dans la région de Fère-en-Tardenois.
- 9 juillet - 23 septembre : du 9 au 22 juillet, occupation d'un secteur vers Soupir, Pernant. Le 24 juillet, occupation d'un nouveau secteur vers le bois de Beau Marais et Soupir.
- 23 septembre - 13 novembre : retrait du front ; repos et instruction dans la région de Ville-en-Tardenois. À partir du 14 octobre, mouvement vers la région de Crépy-en-Valois, Villers-Cotterêts ; repos. À partir du 2 novembre, transport par V.F. dans la région sud d'Amiens ; repos.
- 13 novembre 1916 - 16 janvier 1917 : occupation d'un secteur vers Cléry-sur-Somme, Biaches, Barleux et la région au nord de Belloy-en-Santerre.

#### 1917
- 16 - 20 janvier 1917 : retrait du front ; transport par V.F. de Longueau vers Cuperly.
- 20 janvier - 11 octobre : occupation d'un secteur entre Maisons de Champagne et l'ouest de la ferme de Navarin.

15 février : attaque allemande vers Maisons de Champagne et la Main de Massiges.
8, 12 mars : attaques françaises sur Maisons de Champagne.
22 mars : extension du secteur à droite jusqu'à l'Aisne et à gauche jusqu'à Auberive-sur-Suippe.
16 avril : réduction à gauche jusqu'au chemin Souain, Sainte-Marie-à-Py.
25 avril : extension à gauche jusqu'à Auberive-sur-Suippe.
À la fin avril et au début mai, vifs engagements dans la région d'Auberive-sur-Suippe et au nord de Souain (bataille des monts de Champagne).
10 mai : front réduit à droite, à La Courtine.
- 11 octobre - 11 novembre : retrait du front, mouvement vers Dormans puis vers Ville-en-Tardenois ; repos.
- 11 novembre 1917 - 5 février 1918 : transport par V.F. de la région d'Épernay vers l'Italie. Repos et instruction dans la région de Castelnuovo, puis le 3 décembre dans celle de Vicence.

#### 1918
- 5 février - 14 mars : mouvement vers Asolo, à partir du 9 février occupation d'un secteur au nord de cette région.
- 14 - 24 mars : retrait du front (relève par l'armée italienne), mouvement vers Mason Vicentino ; repos.
- 24 mars - 25 octobre : relève d'éléments italiens et occupation d'un secteur sur le plateau d'Asiago.

15 juin : offensive autrichienne repoussée. Combat à Capitello-Pennar et la cime Echar.
- 25 octobre - 4 novembre : engagé dans la bataille de Vittorio Veneto, offensive de la 12e armée italienne sur le Piave.

26 octobre : franchissement du Piave, poursuite vers Cavrera, Villapajera.
À partir du 31 octobre, des éléments du 12e corps d'armée sont rattachés au 13e corps d'armée italien et prennent part à une offensive sur l'Altipiano d'Asiago et progressent sur le monte Ferragh, le monte Nos et le monte Cimon.
- 4 - 11 novembre : Armistice avec l'Autriche, les éléments du 12e corps d'armée sont portés vers la région d'Asolo.

### Rattachement
- 1re armée

30 mars - 15 juin 1915
29 octobre - 2 novembre 1916
- 2e armée

15 juin - 19 juillet 1915
30 mars - 28 juillet 1916
- 3e armée

16 - 29 octobre 1916
- 4e armée

2 août - 18 septembre 1914
7 octobre 1914 - 30 mars 1915
16 janvier - 11 octobre 1917
- 5e armée

28 juillet - 16 octobre 1916
11 octobre - 13 novembre 1917
- 6e armée

2 - 11 novembre 1916
- 9e armée

18 septembre - 7 octobre 1914
- 10e armée

19 juillet 1915 - 30 mars 1916
11 novembre 1916 - 16 janvier 1917
13 novembre 1917 - 14 octobre 1918
- 12e armée italienne

14 octobre - 11 novembre 1918

## Seconde Guerre mondiale

### Composition
Grandes unités
- 16e division d'infanterie
- 70e division d'infanterie

Cavalerie 
- 24e groupe de reconnaissance de corps d'armée

Artillerie 
- 112e régiment d'artillerie lourde